# Valeriya Tereta
Valeriya Tereta (en ucraniano: Валерія Терета; 9 de septiembre de 2000) es una deportista ucraniana que compite en piragüismo en la modalidad de aguas tranquilas.
Ganó una medalla de bronce en el Campeonato Mundial de Piragüismo de 2024 y una medalla de plata en el Campeonato Europeo de Piragüismo de 2024. En los Juegos Europeos de Cracovia 2023 consiguió una medalla de oro en la prueba de C2 500 m.

## Palmarés internacional
| Campeonato Mundial | Campeonato Mundial      | Campeonato Mundial | Campeonato Mundial |
| Año                | Lugar                   | Medalla            | Competición        |
| ------------------ | ----------------------- | ------------------ | ------------------ |
| 2024               | Samarcanda (Uzbekistán) | Medalla de bronce  | C1 5000 m          |
| Juegos Europeos    |                         |                    |                    |
| Año                | Lugar                   | Medalla            | Competición        |
| 2023               | Cracovia (Polonia)      | Medalla de oro     | C2 500 m           |
| Campeonato Europeo |                         |                    |                    |
| Año                | Lugar                   | Medalla            | Competición        |
| 2024               | Szeged (Hungría)        | Medalla de plata   | C1 5000 m          |